# Alou Bagayoko
Alou Bagayoko (Bamako, 20 giugno 1990) è un calciatore maliano, centrocampista del Don Bosco.